# Палм-Веллі (Флорида)
Палм-Веллі (англ. Palm Valley) — переписна місцевість (CDP) в США, в окрузі Сент-Джонс штату Флорида. Населення — 21 827 осіб (2020).

## Географія
Палм-Веллі розташований за координатами 30°11′56″ пн. ш. 81°23′41″ зх. д. / 30.19889° пн. ш. 81.39472° зх. д. (30.198922, -81.394766).  За даними Бюро перепису населення США в 2010 році переписна місцевість мала площу 35,33 км², з яких 31,63 км² — суходіл та 3,70 км² — водойми.

## Демографія
Згідно з переписом 2010 року, у переписній місцевості мешкало 20 019 осіб у 8589 домогосподарствах у складі 5705 родин. Густота населення становила 567 осіб/км².  Було 9444 помешкання (267/км²).
Расовий склад населення:
| - 94,8 % — білих - 1,8 % — азіатів - 1,3 % — чорних або афроамериканців - 0,2 % — корінних американців |

До двох чи більше рас належало 1,3 %. Частка іспаномовних становила 3,8 % від усіх жителів.
За віковим діапазоном населення розподілялося таким чином: 21,2 % — особи молодші 18 років, 61,7 % — особи у віці 18—64 років, 17,1 % — особи у віці 65 років та старші. Медіана віку мешканця становила 46,6 року. На 100 осіб жіночої статі у переписній місцевості припадало 90,8 чоловіків;  на 100 жінок у віці від 18 років та старших — 88,6 чоловіків також старших 18 років.
Середній дохід на одне домашнє господарство  становив 141 369 доларів США (медіана — 84 688), а середній дохід на одну сім'ю — 179 377 доларів (медіана — 116 237). Медіана доходів становила 87 355 доларів для чоловіків та 47 515 доларів для жінок. За межею бідності перебувало 5,6 % осіб, у тому числі 5,1 % дітей у віці до 18 років та 7,3 % осіб у віці 65 років та старших.
Цивільне працевлаштоване населення становило 10 640 осіб. Основні галузі зайнятості: освіта, охорона здоров'я та соціальна допомога — 22,8 %, фінанси, страхування та нерухомість — 16,7 %, науковці, спеціалісти, менеджери — 13,2 %, роздрібна торгівля — 12,5 %.